# Club Sport México
El Club Sport México fue un club de fútbol costarricense, fundado el 26 de noviembre de 1925. Jugó en la Primera División de Costa Rica.

## Historia
Fue un equipo que tuvo su sede en Barrio México (San José) y al igual que el Buenos Aires, Hispano Atlético de Barrio México y Alajuela Junior fueron formados por jóvenes de barrio en su corto paso en los primeros años de la división de honor.
El miércoles 16 de diciembre de 1925 fue aceptado su ingreso al fútbol federado según publicación del Diario de Costa Rica del día siguiente.  El equipo fue fundado por Manuel Salazar Rivera. Usaba el color rojo en su uniforme, aunque en algunos partidos jugó con uniforme de color blanco. Su fundación es cercana en el tiempo a la de la comunidad de Barrio México en 1923 y a la del Estadio Nacional en 1924. 
Fue campeón de segunda división en 1928 aunque sin ascenso automático como se da actualmente. Jugó tres temporadas en el balompié mayor gracias a invitación realizada por la Federación. Su permanencia en Primera División fue corta y con no buenos resultados. En 1932 ocupó el penúltimo lugar, al igual que en 1933 ocupando la misma posición por encima de la Liga Deportiva Alajuelense y terminando la aventura en 1934 en la última casilla de la clasificación. Fue subcampeón de segunda división en 1938 perdiendo la serie por el título contra el Orión F.C. Los últimos registros de su participación en la liga de ascenso datan de 1942.
La estadía del novel cuadro se resume en goleadas aparatosas por las que caía en el torneo local, tuvo algunos juegos en donde su valla era perforada en ocho ocasiones, nueve, diez e incluso once veces, pero destacó en el Torneo de Copa de 1933 denominado en ese año Cafiaspirina al lograr dejar por fuera en las llaves al campeón nacional, Herediano aunque luego en semifinales sucumbió ante el Alajuela Júnior 1-9.
En esos mismos años el Hispano Atlético también de Barrio México fue subcampeón de Segunda División (1932) y ascendido junto al campeón de esa categoría (Buenos Aires). Jugó en la temporada de 1932 en Primera División coincidiendo ese año con sus vecinos del Club Sport México. Jugaron esa temporada dos encuentros entre sí con un triunfo para cada equipo. El Hispano Atlético terminó último lugar del campeonato y no volvió a participar en Primera División. 
Fernando Naranjo en su libro “Época de oro del fútbol tico” nos dice que fueron integrantes del Hispano: Carlos Alvarado Soto, Gregorio «Goyo» Morales y Rodolfo «Butch» Muñoz que se consagrarían años después en la Selección Nacional.
Uno de los motivos de los malos resultados de ambos equipos podría explicarse en el hecho de la presencia simultánea en Primera División de dos equipos del mismo barrio, en lugar de uno que representara a toda la comunidad, lo cual quizá hubiera resultado en mejores presentaciones. 
En partidos amistosos jugadores de ambos equipos del Barrio sí llegaron a jugar juntos. Por ejemplo el juego de homenaje por el séptimo aniversario del Club Sport México realizado en la Plaza del Barrio el 6 de noviembre de 1932. También en juego realizado el domingo 30 de octubre de 1932 en Limón. El Club Sport México ganó juego amistoso al Barcelona de Limón 2-8. La alineación está reseñada en el Diario La Tribuna de viernes 4 de noviembre de 1932 donde incluso relata el sistema de juego del equipo 2-3-5. El Club Sport México ese día jugó con refuerzos del Hispano Atlético. Alineó a: Rafael Sánchez en el arco, en defensa a Antonio Pacheco y Guillermo Romero, en mediocampo a Hernán Navarro, Ernesto Rodríguez, Rodolfo "Butch" Muñoz (del Hispano Atlético), y en ataque Orlando Silva (del Hispano Atlético), Virgilio Soto, Hernán Gómez (del Hispano Atlético), Antonio Poltronieri y Feis Tabash. https://cdbarriomexico.wordpress.com/2014/09/09/historia-del-equipo-canela/
El Club Sport México y el Hispano Atlético no fueron cuadros exitosos en la Primera División, si se mide en cuanto a títulos o grandes presentaciones, pero, sí dieron buenas figuras a otros conjuntos como Juan Tellini (Sport México) campeón con el Orión en 1938. 
Fernando Naranjo en su libro “Época de Oro del Fútbol en Costa Rica” (1987. P, 209) menciona que también fue jugador del Sport México Alfredo “Chato” Piedra campeón con Orión en 1938 (goleador del torneo), 1944 y con La Libertad en 1946. Como entrenador ganó con la Selección Nacional el Campeonato Centroamericano y del Caribe de 1955 y el NORCECA de naciones de 1963.
La existencia de equipos como el Club Sport México y el Hispano Atlético son antecedente de la práctica del fútbol en Barrio México, comunidad de la cual surgieron a partir de esos años grandes futbolistas como «Goyo» Morales, «Butch» Muñoz, Carlos «Chale» Silva, y décadas después Guillermo «Memo» Hernández, Mario «Flaco» Pérez, Guillermo «Tierra» Acuña, Roy Sáenz, José «Chinimba» Rojas, entre otros. 
Los colores del C.S. México luego fueron utilizados en los 40´s por el equipo El Radar fundado por Guillermo Artavia Jaramillo que luego fundaría en 1948 el Deportivo Nicolás Marín hoy conocido como Club Deportivo Barrio México.

## Datos estadísticos
- Números en Primera División: Veintiséis juegos; cuatro triunfos, un empate y veintiún derrotas. Treinta y tres goles anotados y ciento doce recibidos.
- Debut en Primera: 22 de mayo de 1932 ante el Hispano Atlético también de Barrio México. Cayeron los aztecas 1-3.
- Primer gol: El mismo día, el atacante Feis Tabash logró perforar la meta del cuadro Hispano.
- Figuras destacadas: Feis Tabash Alice, fue el ariete y figura más destacada del equipo, incluso fue su goleador histórico al concretar 14 de los 33 tantos que hizo el club en Primera División. Era descendiente de libaneses asentados en Barrio México. Fue titular en 1921 de la primera Selección Nacional de Costa Rica que ganó los Juegos Centroamericanos en la posición de back izquierdo. En esos años jugaba en el Club Sport La Libertad. Fue escogido dentro del mejor once de la década de los 20´s del fútbol costarricense por el Diario La Nación. Otros jugadores del Club Sport México fueron Juan Tellini, Guillermo Romero, Suárez, Solera, Alpízar, Rodríguez, Antonio Poltronieri, Pacheco y Alfredo «Chato» Piedra.
- El Diario La Nueva Prensa en nota del 6 de junio de 1932 señaló: «A nuestro juicio todo el México jugó bien, pero se distinguieron especialmente Romero y Tellini en defensa, Lozano en la medular y Suárez en el ataque».
- Estadio donde más jugó: Antiguo Estadio Nacional, en ese reducto jugó los 26 choques que tuvo en la Primera División.
- Rival más veces enfrentado: Por el torneo local Orión FC y Alajuelense en cinco ocasiones.
- En segunda división se tiene registro de varios encuentros: 2 de agosto de 1931 Gimnástica Española 1- México 3, 9 de agosto de 1931 México 2- Plaza Víquez 1, 23 de agosto de 1931 Moravia 6- México 2,

### Jugadores históricos
| Posición | Jugador             |
| -------- | ------------------- |
|          | Juan Tellini        |
|          | Antonio Poltronieri |
|          | Feis Tabash         |

## Palmarés
Campeón de Liga Mayor de Fútbol de Costa Rica: 1928
Subcampeón de Liga Mayor de Fútbol de Costa Rica: 1938